# Zagorica pri Rovah
Zagorica pri Rovah este o localitate din comuna Domžale, Slovenia, cu o populație de 39 de locuitori.